# Carl Paul Jennewein

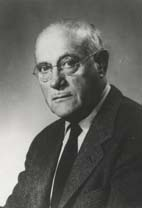
Carl Paul Jennewein

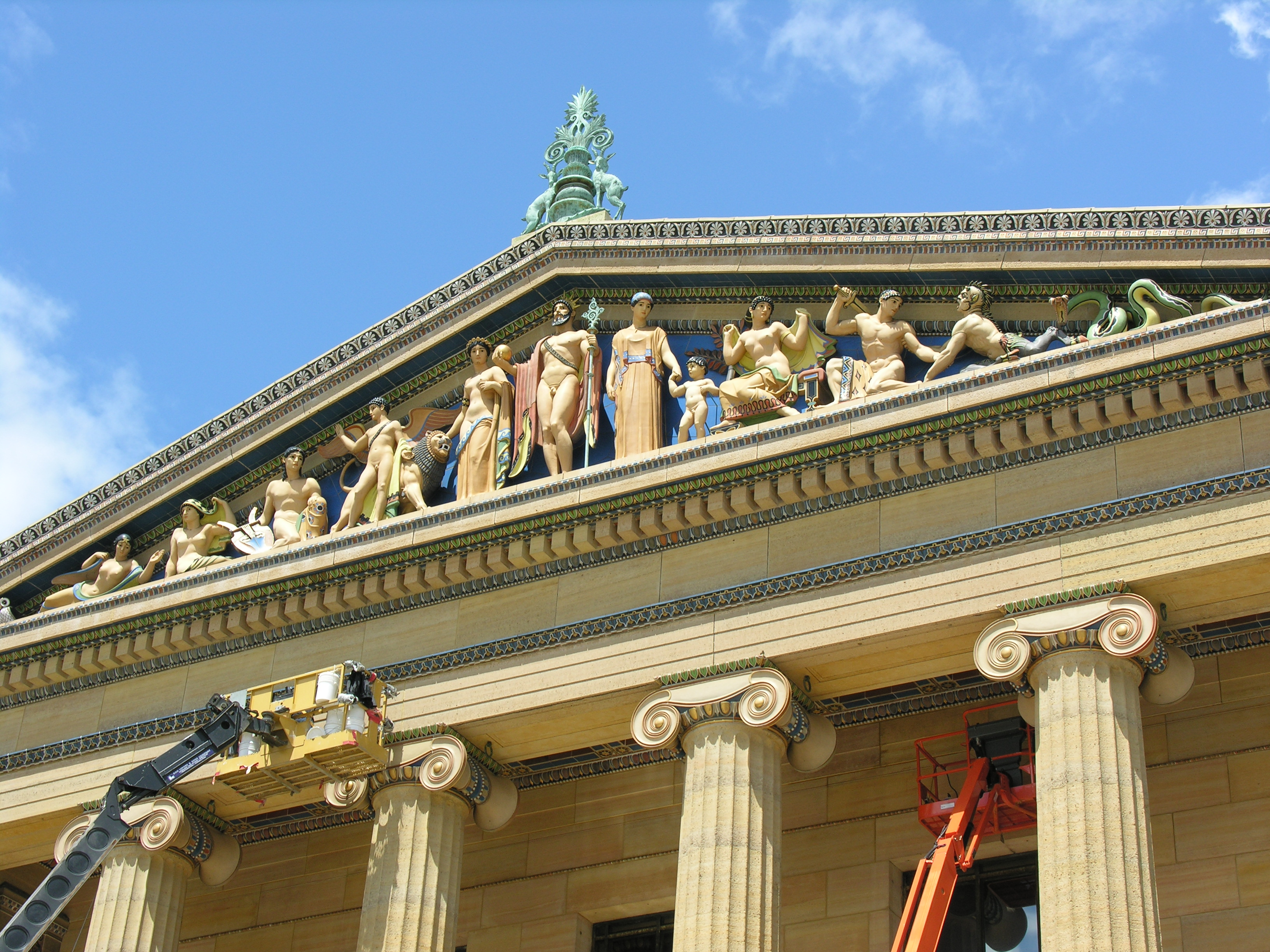
Carl Paul Jennewein, Western Civilization, Philadelphia Museum of Art (1933)

Carl Paul Jennewein (* 2. Dezember 1890 in Stuttgart; † 22. Februar 1978 in Larchmont, New York) war ein deutsch-US-amerikanischer Bildhauer.

## Leben
Jennewein wanderte mit siebzehn Jahren in die USA aus. Dort wurde er Lehrling der Firma Buhler & Lauter in New York City und besuchte Abendkurse der Art Students League of New York. Er erhielt bereits früh größere Aufträge und schuf 1912 vier Wandbilder für das Woolworth Building. 1915 erhielt er die Staatsbürgerschaft der Vereinigten Staaten.
Kurz danach trat er der US-Army bei, wurde jedoch 1916 in Ehren entlassen, nachdem er den renommierten Rom-Preis der American Academy in Rome erhalten hatte. Dies ermöglichte ihm, die nächsten drei Jahre an der American Academy in Rom zu studieren, wo er sich der Bildhauerei widmete.
1928 richtete sich Jennewein ein Atelier im Bezirk Van Nest der Bronx ein, wo er bis 1978, seinem Todesjahr, blieb.
Jennewein hat im Laufe seines Lebens zahlreiche staatliche Aufträge erhalten und wurde einer der bekanntesten klassizistischen Bildhauer der USA. Unter anderem war er als einer von sieben Kunstschaffenden daran beteiligt, Marmorreliefs mit berühmten historischen Persönlichkeiten für das Kapitol der Vereinigten Staaten zu entwerfen; von Carl Paul Jennewein stammen die Darstellungen von Hugo Grotius, Lykurg, Napoleon und Thomas Jefferson. Diese wurden in den Jahren 1949/50 im Kapitol installiert.
Jennewein beteiligte sich 1937, 1938 und 1939 an der Großen Deutschen Kunstausstellung in München. Eines der ausgestellten Objekte war die 1919 entworfene Skulptur Der erste Schritt, die eine Mutter mit ihrem Kind darstellt. Hitler erwarb die drei Frauen-Skulpturen Tänzerin, Rast und Komödie.